# Siccità del Sahel
La siccità del Sahel negli anni settanta e ottanta creò una carestia che causò la morte di un milione di persone e ne colpì oltre 50 milioni.

## Ipotesi sulle possibili cause
In origine si credeva che la siccità fosse stata causata dall'eccessivo sfruttamento umano delle risorse naturali della regione, con il sovrasfruttamento, la deforestazione e una generale cattiva gestione del suolo. Alla fine degli anni novanta i modelli climatici elaborati suggerirono che la siccità non fosse stata causata solo dall'uomo, bensì anche da cambiamenti climatici su larga scala.
Tuttavia, negli anni 2000, dopo la scoperta dell'oscuramento globale, nuovi modelli hanno suggerito che la siccità sia stata causata dall'inquinamento atmosferico dell'Europa e del Nord America. L'inquinamento avrebbe cambiato le proprietà delle nuvole sopra l'oceano Atlantico, diminuendo l'irraggiamento sulla superficie terrestre, disturbando il processo dei monsoni e spostando le piogge tropicali più a sud.
Questo disturbo dei normali cicli del clima tropicale avrebbe causato la fine delle piogge estive nei territori sub-sahariani per due decenni e il conseguente grave tributo in vite umane.